# Joaquim Rodríguez
Joaquim Rodríguez Oliver (født 12. maj 1979) er en tidligere spansk professionel cykelrytter.